# Brooks Orpik
Richard Brooks Orpik (* 26. September 1980 in San Francisco, Kalifornien) ist ein ehemaliger US-amerikanischer Eishockeyspieler, der im Verlauf seiner aktiven Karriere zwischen 1998 und 2019 unter anderem 1191 Spiele für die Pittsburgh Penguins und Washington Capitals in der National Hockey League auf der Position des Verteidigers bestritten hat. Seine größten Karriereerfolge feierte Orpik mit dem zweifachen Gewinn des Stanley Cups, den er sowohl im Jahr 2009 mit den Pittsburgh Penguins als auch 2018 mit den Washington Capitals feierte. Mit der Nationalmannschaft der USA gewann er zudem die Silbermedaille bei den Olympischen Winterspielen 2010.

## Karriere

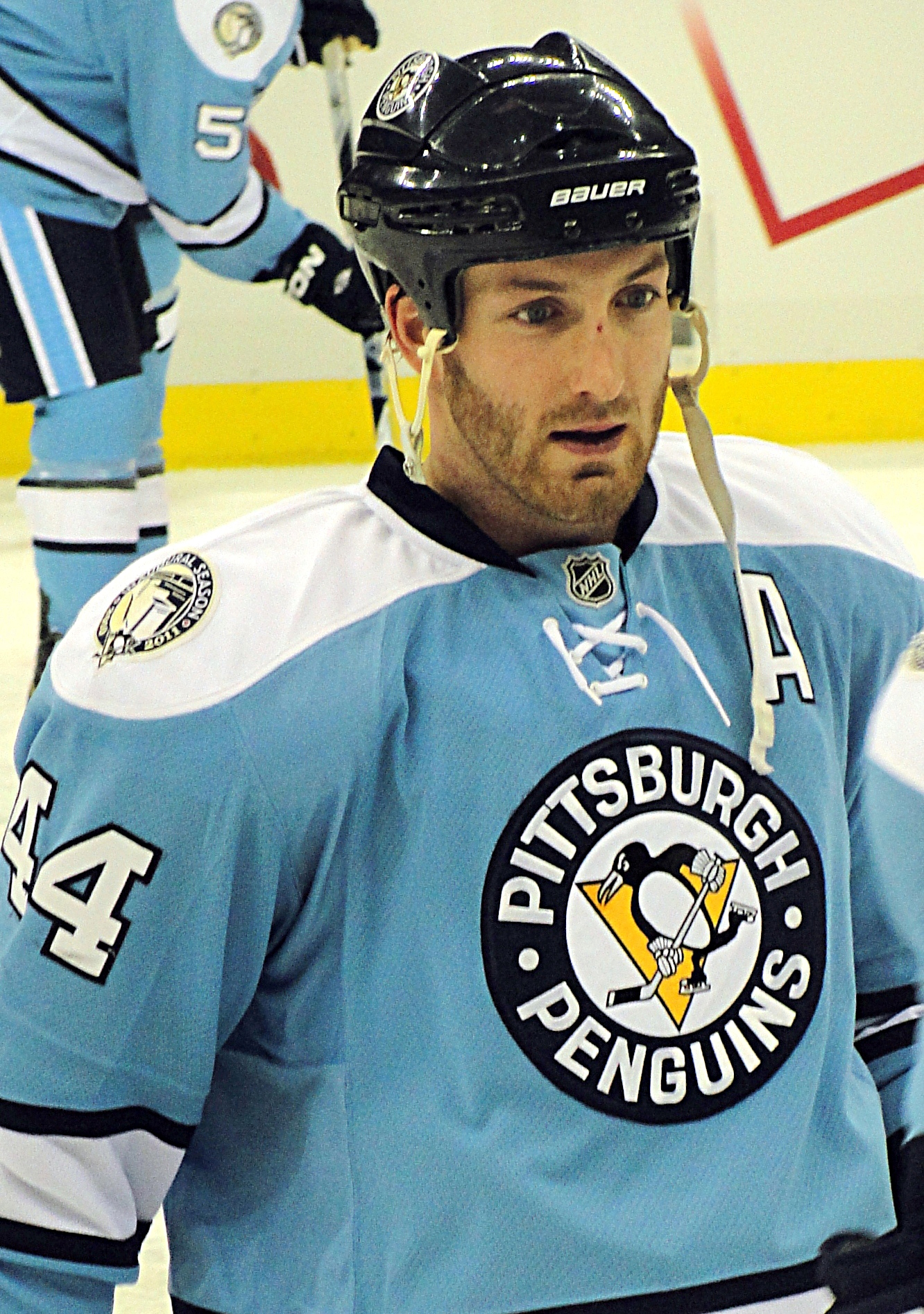
Orpik im Trikot der Pittsburgh Penguins

Der 1,88 m große Verteidiger spielte während seiner Studienzeit im Team des Boston College in der Hockey East, einer Liga im Spielbetrieb der Collegeorganisation National Collegiate Athletic Association, bevor er beim NHL Entry Draft 2000 als 18. in der ersten Runde von den Pittsburgh Penguins ausgewählt wurde. Mit dem Boston College gewann er 1999 und 2001 die Meisterschaft der Hockey East, nach dem letztgenannten Erfolg konnte die Mannschaft zudem die Meisterschaft der gesamten NCAA gewinnen.
Die Pittsburgh Penguins setzten Brooks Orpik, der nach eigenen Angaben nach dem Trainer der US-amerikanischen Eishockey-Olympiasieger 1980, Herb Brooks, benannt ist, zunächst bei ihrem Farmteam, den Wilkes-Barre/Scranton Penguins, in der American Hockey League ein. In der Saison 2002/03 absolvierte er zudem seine ersten NHL-Einsätze für das Franchise aus Pittsburgh. In der folgenden Spielzeit schaffte der Linksschütze schließlich den Sprung in den Stammkader der Pittsburgh Penguins, mit denen er 2008 das Finale um den Stanley Cup, die nordamerikanische Eishockeymeisterschaft, erreichte, dort aber in 2:4-Spielen den Detroit Red Wings unterlag. Im Jahr darauf revanchierten sich die Penguins jedoch und gewannen im Finale des Stanley Cups gegen Detroit in sieben Spielen.
Nach der Saison 2013/14 wurde sein Vertrag in Pittsburgh nicht mehr verlängert. Am 1. Juli 2014, dem ersten Tag der Free-Agency-Periode, einigte er sich mit den Washington Capitals auf einen Fünfjahresvertrag über 27,5 Millionen US-Dollar. In den Playoffs 2018 gewann er mit den Caps seinen zweiten Stanley Cup und zugleich den ersten der Franchise-Geschichte, während er alle Spieler der post-season mit einer Plus/Minus-Wertung von +17 anführte.
Im Juni 2018 wurde Orpik samt Philipp Grubauer an die Colorado Avalanche abgegeben, die im Gegenzug ein Zweitrunden-Wahlrecht für den NHL Entry Draft 2018 nach Washington schickten. Nur einen Tag nach dem Transfer setzte ihn die Avalanche gemäß den Regularien auf den Waiver, um ihm das letzte Jahr seines Vertrages ausbezahlen zu können. Anschließend kehrte Orpik zu den Capitals zurück, bei denen er im Juli 2018 einen Einjahresvertrag unterzeichnete und seine letzte Profisaison absolvierte. Im Juni 2019 gab der US-Amerikaner nach 1191 NHL-Einsätzen im Alter von 38 Jahren sein Karriereende bekannt.

### International
Mit der US-amerikanischen Nationalmannschaft nahm Orpik auf Juniorenebene an der U20-Junioren-Weltmeisterschaft 2000 teil. Für die Seniorenauswahl stand der Verteidiger erstmals bei der Weltmeisterschaft 2006 auf dem Eis, bei der er in sieben Spielen ohne Scorerpunkt blieb. Bei den Olympischen Winterspielen 2010 gewann er mit den USA die Silbermedaille. Vier Jahre später nahm er an den Olympischen Winterspielen 2014 teil.

## Erfolge und Auszeichnungen
- 2004 Teilnahme am NHL YoungStars Game
- 2009 Stanley-Cup-Gewinn mit den Pittsburgh Penguins
- 2018 Stanley-Cup-Gewinn mit den Washington Capitals

### International
- 2010 Silbermedaille bei den Olympischen Winterspielen

## Karrierestatistik

### International
Vertrat die USA bei:
- U20-Junioren-Weltmeisterschaft 2000
- Weltmeisterschaft 2006
- Olympischen Winterspielen 2010
- Olympischen Winterspielen 2014

(Legende zur Spielerstatistik: Sp oder GP = absolvierte Spiele; T oder G = erzielte Tore; V oder A = erzielte Assists; Pkt oder Pts = erzielte Scorerpunkte; SM oder PIM = erhaltene Strafminuten; +/− = Plus/Minus-Bilanz; PP = erzielte Überzahltore; SH = erzielte Unterzahltore; GW = erzielte Siegtore; 1 Play-downs/Relegation; Kursiv: Statistik nicht vollständig)

## Persönliches
Sein jüngerer Bruder Andrew Orpik war ebenfalls Eishockeyprofi, kam allerdings nicht über Minor Leagues hinaus und beendete frühzeitig seine aktive Karriere.